# 本斗郡
本斗郡（日语：／ Honto gun */?）是日本統治下的樺太廳的一個已不存在的郡。郡名來自於阿伊努語的「pon-to-kes」（小湖的末端）。
轄有以下2町2村。
- 本斗町
- 内幌町
- 好仁村
- 海馬村

在法律上于1949年6月1日国家行政組織法施行后廢除。

## 腳註
1. ↑  南樺太:概要・地名解・史実 p.278